# ثانیه‌ها (فیلم ۲۰۱۴)
ثانیه‌ها (انگلیسی: Seconds) فیلمی در ژانر مهیج محصول کشور هند است.